# Réjean Houle
Pour les articles homonymes, voir Houlle (homonymie).
Réjean Houle (né le 25 octobre 1949 à Rouyn-Noranda dans la province de Québec au Canada) est un joueur de hockey sur glace.
Une patinoire porte son nom à Rouyn-Noranda.

## Carrière au hockey
Il joue son hockey junior pour les Canadiens Juniors de Montréal de 1967 à 1969.
Il est repêché dans la Ligue nationale de hockey par les Canadiens de Montréal au premier rang du repêchage amateur de 1969 juste avant Marc Tardif. Réjean Houle évolue pour les Canadiens de Montréal de 1969 à 1973 puis de 1976 à 1983, jouant entre-temps pour les Nordiques de Québec dans l'Association mondiale de hockey.

### Trophées
- Coupe Memorial : 1969.
- Coupe Stanley : 1971, 1973, 1977, 1978, 1979[1]

## Carrière à titre d'administrateur
- Président de l'Association des anciens Canadiens de 1983 à 1995.
- Président de la Ligue de développement de hockey midget AAA, de 1984 à 1988.
- Directeur général des Canadiens de Montréal de 1996 à 2000.
- Président de l'Association des anciens Canadiens depuis 2000[2].

## Statistiques
| Saison     | Équipe                      | Ligue      |     | Saison régulière | Saison régulière | Saison régulière | Saison régulière | Saison régulière |    | Séries éliminatoires | Séries éliminatoires | Séries éliminatoires | Séries éliminatoires | Séries éliminatoires |
| Saison     | Équipe                      | Ligue      | PJ  | B                | A                | Pts              | Pun              | PJ               | B  | A                    | Pts                  | Pun                  |                      |                      |
| 1967-1968  | Canadien junior de Montréal | AHO        | 45  | 27               | 38               | 65               | 102              | -                | -  | -                    | -                    | -                    |                      |                      |
| 1968-1969  | Canadien junior de Montréal | AHO        | 54  | 53               | 55               | 108              | 76               | -                | -  | -                    | -                    | -                    |                      |                      |
| 1969-1970  | Voyageurs de Montréal       | LAH        | 27  | 9                | 16               | 25               | 23               | 8                | 3  | 2                    | 5                    | 4                    |                      |                      |
| 1969-1970  | Canadiens de Montréal       | LNH        | 9   | 0                | 1                | 1                | 0                | -                | -  | -                    | -                    | -                    |                      |                      |
| 1970-1971  | Canadiens de Montréal       | LNH        | 66  | 10               | 9                | 19               | 28               | 20               | 2  | 5                    | 7                    | 20                   |                      |                      |
| 1971-1972  | Canadiens de Montréal       | LNH        | 77  | 11               | 17               | 28               | 21               | 6                | 0  | 0                    | 0                    | 2                    |                      |                      |
| 1972-1973  | Canadiens de Montréal       | LNH        | 72  | 13               | 35               | 48               | 36               | 17               | 3  | 6                    | 9                    | 0                    |                      |                      |
| 1973-1974  | Nordiques de Québec         | AMH        | 69  | 27               | 35               | 62               | 17               | -                | -  | -                    | -                    | -                    |                      |                      |
| 1974-1975  | Nordiques de Québec         | AMH        | 64  | 40               | 52               | 92               | 37               | 15               | 10 | 6                    | 16                   | 2                    |                      |                      |
| 1975-1976  | Nordiques de Québec         | AMH        | 81  | 51               | 52               | 103              | 61               | 5                | 2  | 0                    | 2                    | 8                    |                      |                      |
| 1976-1977  | Canadiens de Montréal       | LNH        | 65  | 22               | 30               | 52               | 24               | 6                | 0  | 1                    | 1                    | 4                    |                      |                      |
| 1977-1978  | Canadiens de Montréal       | LNH        | 76  | 30               | 28               | 58               | 50               | 15               | 3  | 8                    | 11                   | 14                   |                      |                      |
| 1978-1979  | Canadiens de Montréal       | LNH        | 66  | 17               | 34               | 51               | 43               | 7                | 1  | 5                    | 6                    | 2                    |                      |                      |
| 1979-1980  | Canadiens de Montréal       | LNH        | 60  | 18               | 27               | 45               | 68               | 10               | 4  | 5                    | 9                    | 12                   |                      |                      |
| 1980-1981  | Canadiens de Montréal       | LNH        | 77  | 27               | 31               | 58               | 83               | 3                | 1  | 0                    | 1                    | 6                    |                      |                      |
| 1981-1982  | Canadiens de Montréal       | LNH        | 51  | 11               | 32               | 43               | 34               | 5                | 0  | 4                    | 4                    | 6                    |                      |                      |
| 1982-1983  | Canadiens de Montréal       | LNH        | 16  | 2                | 3                | 5                | 8                | 1                | 0  | 0                    | 0                    | 0                    |                      |                      |
| Totaux LNH | Totaux LNH                  | Totaux LNH | 635 | 161              | 247              | 408              | 395              | 90               | 14 | 34                   | 48                   | 66                   |                      |                      |
| Totaux AMH | Totaux AMH                  | Totaux AMH | 214 | 118              | 139              | 257              | 115              | 20               | 12 | 6                    | 18                   | 10                   |                      |                      |

## Parenté dans le sport
- Père de l'ancien joueur Jean-François Houle.